# 平快幹
平 快幹（たいらの よしもと/やすもと、生没年不詳）は、平安時代の官人、大掾氏。娘は佐竹昌義の先妻。

## 略歴
皇嘉門院長官。娘は昌義との間に5男子をもうけた。